# Swatowe
Swatowe (ukrainisch Сватове; russisch Сватово Swatowo) ist eine kleine Stadt im Osten der Ukraine mit 17.800 Einwohnern (2016). Swatowe ist der Verwaltungssitz des gleichnamigen Rajons.

## Geographie

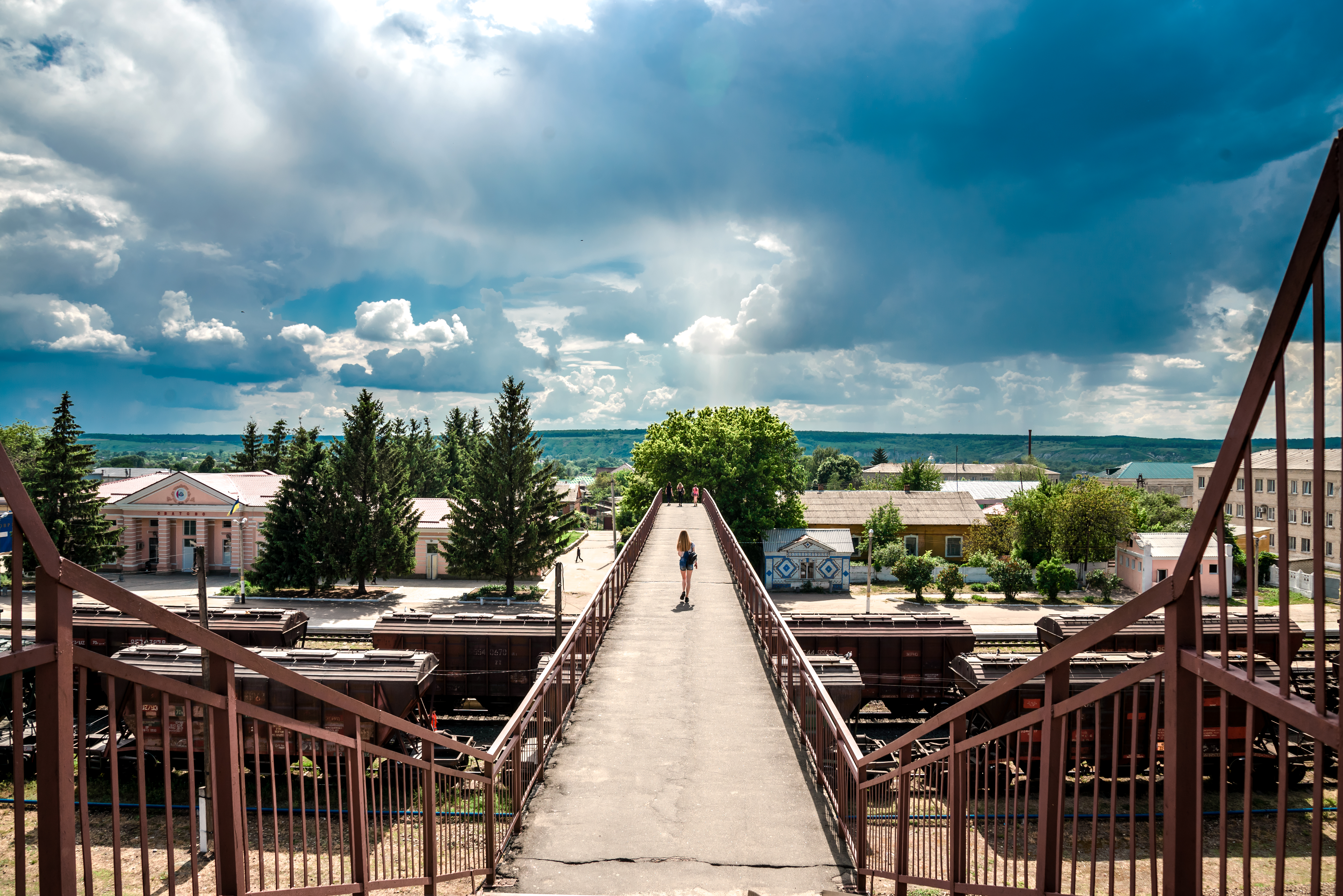
Eisenbahnstation im Ort

Swatowe liegt am Ufer der Krasna, einem Nebenfluss des Donez in der Sloboda-Ukraine. Die Stadt befindet sich im Norden der Oblast Luhansk im Zentrum des nach der Stadt benannten  Rajons 160 km nordwestlich von Luhansk. Die Höhe der Stadt über dem Meeresspiegel beträgt 91 Meter und die Fläche des Stadtgebietes beträgt 23,94 km².

## Verkehr
Swatowe verfügt über einen Bahnhof an der Donezk-Eisenbahn. 

## Geschichte
Die Stadt wurde im Tal der Krasna um das Jahr 1606 gegründet und hieß zuerst Swatowa Lutschka (ukrainisch Сватова Лучка), seit 1825 Nowokaterynoslaw (ukrainisch Новокатеринослав) und  ab 1923 Swatowe.
Der Entwicklung der Stadt half der 1894 bis 1895 gebaute Bahnhof an der Bahnstrecke Kupjansk – Lyssytschansk, und so wurde der Ort im Jahr 1923 Rajonzentrum und erhielt 1938 den Status einer Stadt.
Beim russischen Überfall auf die Ukraine 2022 wurde Swatowe besetzt und wurde in der Folge kaum erwähnt.
Die Nowaja gaseta beschrieb, dass dies einer der Orte war, in welchem sich seit der Sowjetunion kaum etwas geändert habe: „Im Donbas wie in Russland; die Bonzen sind die Kinder der ehemaligen Sowjetkader, komplett korrupt und Lügen ist normal – ebenso normal wie die Flagge zu wechseln.“ Der Ort habe sich in der Ukraine gut entwickelt gehabt, 2019 gewann aber die Oppositionsplattform – Für das Leben die Kommunalwahl. Nach der Okkupation durch Russland hatte die Hälfte der Bevölkerung den Ort verlassen, viele in die Ukraine. Im September wurde vom ukrainischen Generalstab verkündet, die russischen Truppen hätten Swatowe verlassen, nur noch regierungsfeindliche Milizen würden dort verbleiben.

## Verwaltungsgliederung
Am 12. Juni 2020 wurde die Stadt zum Zentrum der neugegründeten Stadtgemeinde Swatowe (Сватівська міська громада/Swatiwska miska hromada). Zu dieser zählen auch die 20 in der untenstehenden Tabelle aufgelistetenen Dörfer sowie die 3 Ansiedlungen Lahidne, Sachidnyj und Sosnowyj, bis dahin bildete sie zusammen mit den Dörfern Datschne und Smijiwka sowie der Ansiedlung Sosnowyj die gleichnamige Stadtratsgemeinde Swatowe (Сватівська міська рада/Swatiwska miska rada) im Süden des Rajons Swatowe.
Folgende Orte sind neben dem Hauptort Swatowe Teil der Gemeinde:
| Name                     | Name             | Name                                     |
| ukrainisch transkribiert | ukrainisch       | russisch                                 |
| ------------------------ | ---------------- | ---------------------------------------- |
| Andrijiwka               | Андріївка        | Андреевка (Andrejewka)                   |
| Barykyne                 | Барикине         | Барыкино (Barykino)                      |
| Chomiwka                 | Хомівка          | Фомовка (Fomowka)                        |
| Datschne                 | Дачне            | Дачное (Datschnoje)                      |
| Hontschariwka            | Гончарівка       | Гончаровка (Gontscharowka)               |
| Iwaniwka                 | Іванівка         | Ивановка (Iwanowka)                      |
| Korschowe                | Коржове          | Коржовое (Korschowoje)                   |
| Kruhle                   | Кругле           | Круглое (Krugloje)                       |
| Lahidne                  | Лагідне          | Лагидное (Lagidnoje)                     |
| Mankiwka                 | Маньківка        | Маньковка (Mankowka)                     |
| Miluwatka                | Мілуватка        | Меловатка (Melowatka)                    |
| Mistky                   | Містки           | Мостки (Mostki)                          |
| Nowomykilske             | Новомикільське   | Новоникольское (Nowonikolskoje)          |
| Nowopreobraschenne       | Новопреображенне | Новопреображенное (Nowopreobraschennoje) |
| Pawliwka                 | Павлівка         | Павловка (Pawlowka)                      |
| Promin                   | Промінь          | Проминь                                  |
| Rudiwka                  | Рудівка          | Рудовка (Rudowka)                        |
| Sachidnyj                | Західний         | Захидный (Sachidny)                      |
| Smijiwka                 | Зміївка          | Змиевка (Smijewka)                       |
| Sosnowyj                 | Сосновий         | Сосновый (Sosnowy)                       |
| Swystuniwka              | Свистунівка      | Свистуновка (Swistunowka)                |
| Trawnewe                 | Травневе         | Травневое (Trawnewoje)                   |
| Tschepyhiwka             | Чепигівка        | Чепиговка (Tschepigowka)                 |

## Bevölkerung
| 1911   | 1939   | 1959   | 1970   | 1979   | 1989   | 2001   | 2016   |
| ------ | ------ | ------ | ------ | ------ | ------ | ------ | ------ |
| 14.877 | 20.799 | 21.455 | 23.002 | 22.628 | 21.625 | 19.495 | 17.844 |

Quelle: 1939, 1989, ab 2001;
1959;
1970;
1979